# Distretto di Santa Isabel
Il distretto di Santa Isabel è un distretto di Panama nella provincia di Colón con 3.436 abitanti al censimento 2010

## Geografia antropica

### Suddivisioni amministrative
Il distretto è suddiviso in otto comuni (corregimientos):
- Palenque
- Cuango
- Miramar
- Nombre de Dios
- Palmira
- Playa Chiquita
- Santa Isabel
- Viento Frío